# Anna Golubkina
Anna Semiónovna Golúbkina (en ruso, Анна Семёновна Голубкина; Zaraisk, 16 de enero de 1864 - Moscú, 7 de septiembre de 1927) fue una escultora impresionista rusa. Se trata de la primera escultora rusa en recibir el premio del Salón de París. Golúbkina también tuvo una exposición en el prestigioso Museo Alejandro III. Un cráter en Venus lleva su nombre.

## Biografía
Anna nació en Zaraisk, en la gobernación de Riazán (actualmente Óblast de Moscú) en el seno de una familia de labradores viejos creyentes. Su padre murió cuando ella tenía solo dos años. Fue criada por su abuelo, Polikarp Sídorovich Golubkin, un labrador y, probablemente, el cabo de la comunidad filíppovtsy local.
Anna no recibió educación académica hasta los 25 años. A pesar de su carencia total de educación formal, todos los niños de la familia de Golubkin sabían leer y escribir y la hermana mayor de Anna, Aleksandra, fue más tarde enfermera. El talento de Anna Golúbkina por la pintura y la escultura fue descubierto por un profesor de arte local, que le recomendó que fuera a Moscú para estudiar arte.

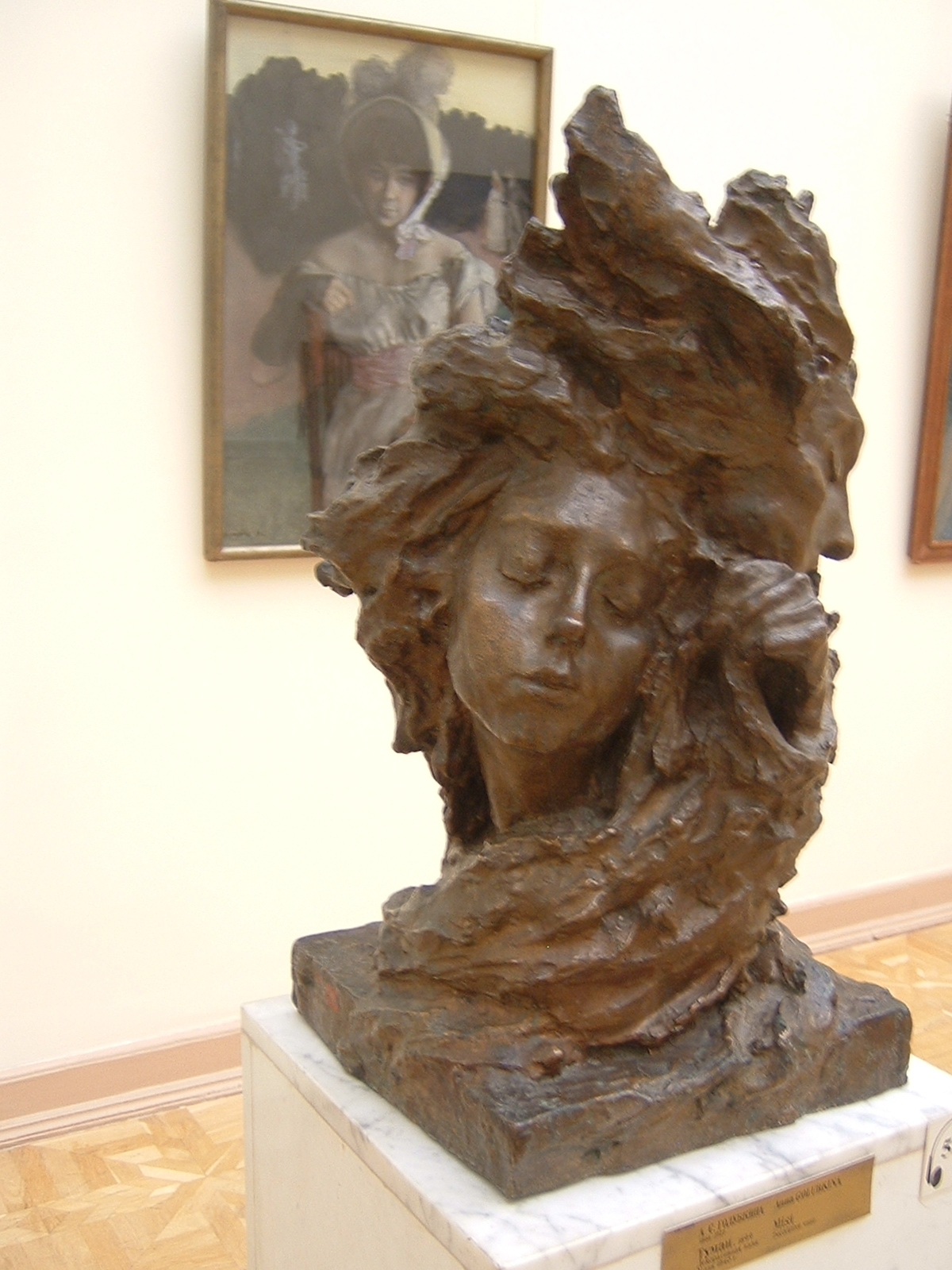
La niebla (1899)

En 1889 hizo las pruebas de acceso para las clases de Otto Gunst, una escuela de arquitectura. Sin educación formal, suspendió algunos exámenes; pero un examinador, el escultor Serguéi Volnujin, desafió otros examinadores para encontrar un escultor capaz de producir nada como la obra de Golúbkina Mujer grande rogando. Volnujin les convenció no solo a que admitieran a Golúbkina, sino también a renunciaran a cobrar su cuota. Al año siguiente, la escuela cerró por quiebra. Anna Golúbkina entró en la Escuela de Pintura, Escultura y Arquitectura de Moscú, donde estudió entre 1890 y 1894 con el profesor Serguéi Ivanov. Uno de sus compañeros de clase fue otro conocido escultor Serguéi Koniónkov.
El curso 1894-1895 estudió en la Academia Imperial de las Artes de San Petersburgo, en el estudio del escultor Vladímir Beklemíshev. Según los investigadores, Beklemíshev se enamoró de Anna, pero su amor no fue correspondido, ya que esta nunca lo supo.
En 1895, se marchó a París, donde estudió en la Académie Colarossi entre 1895 y 1897. En este momento, en general, los artistas rusos que estaban en el extranjero, o bien tenían algún tipo de paga o bien suficientes ingresos independientes. Anna Golúbkina fue una de las primeras que llegaron a París sin casi nada de dinero. Sufrió hambre, pero consiguió producir esculturas considerables, como El de hierro.
En 1897, volvió brevemente en Rusia y, a continuación, se convirtió en asistente de Auguste Rodin (1897-1900) al substituir a Camille Claudel; Golúbkina también había recibido una oferta de Mark Antokolski. Rodin pidió su trabajo en las manos y las piernas de sus esculturas. Fue en ese momento cuando creó La vejez, El fuego, La niebla y otras muchas esculturas originales. En La vejez usó una alusión directa a la obra del mismo Rueden. Utilizó el mismo modelo, sentado en la misma posición, de El pensador que Rodin había creado catorce años antes.
En 1901, volvió a Moscú. Su relieve La ola instalada en la fachada del Teatro de Arte de Moscú se considera un símbolo de la modernidad rusa. Participó en la Revolución rusa de 1905, fue detenida y condenada a un año de prisión por distribuir folletos, y fue liberada debido a su estado de salud. También produjo una serie de retratos escultóricos, incluyendo retratos de Andréi Bely, Alekséi Rémizov, León Tolstói y Karl Marx.
Golúbkina se mostró muy entusiasmada con la Revolución de octubre de 1917, pero se negó a trabajar con el gobierno soviético (incluyendo el plan de propaganda monumental de Lenin) después de la ejecución de los antiguos diputados de la Duma Estatal. Finalmente accedió a enseñar en la Vjutemás, donde sería profesora del escultor tártaro Baqi Urmançe.
Anna Golúbkina murió en 1927, mientras trabajaba en la escultura de Aleksandr Blok. Se había sometido a cirugía y no podía levantar objetos pesados. Sin embargo, el trabajo en la gran escultura de madera requería mucho esfuerzo físico. Golúbkina se encontró muy enferma y fue a Zaraisk con su hermana, Aleksandra Golúbkina, para que la ayudara. Murió pocos días después de llegar.
El estudio de Anna Golúbkina en Moscú se convirtió en un museo el 1932. Fue el primer museo de este tipo en Rusia.

## Obras seleccionadas

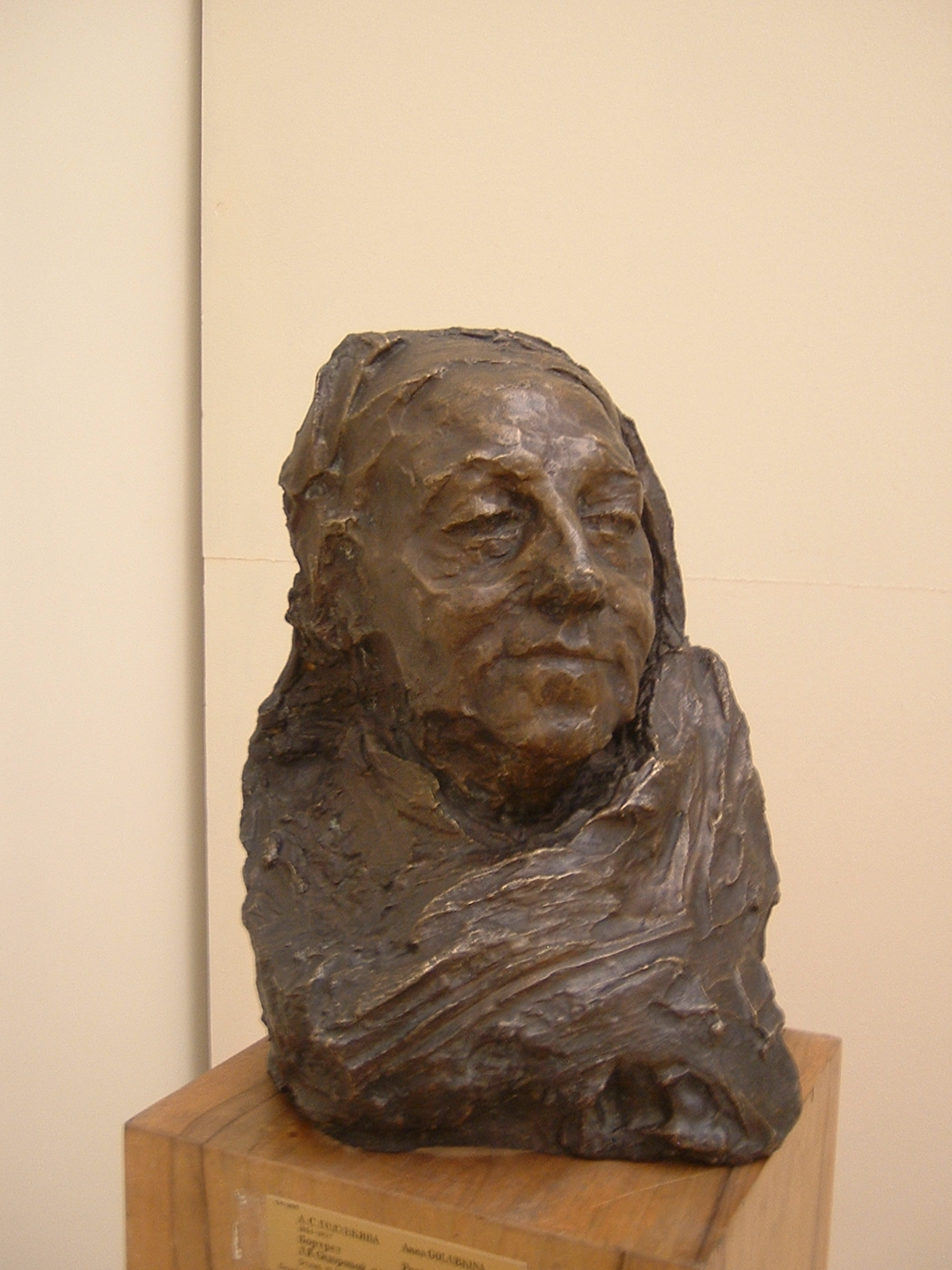
L.I. Sídorova (1906)
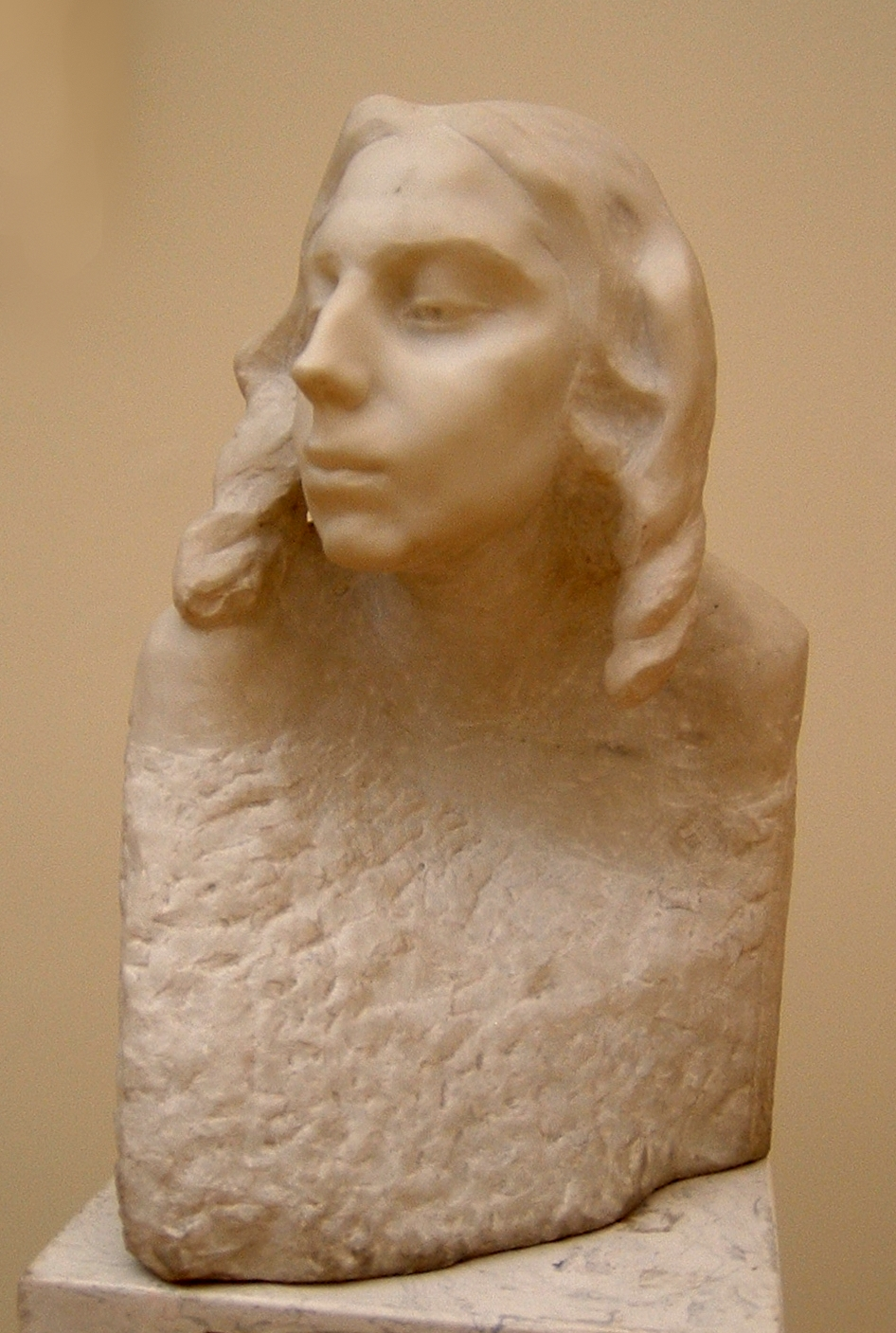
La escultora Yekaterina Dmítrievna Nikíforova-Kirpíchnikova (1908)
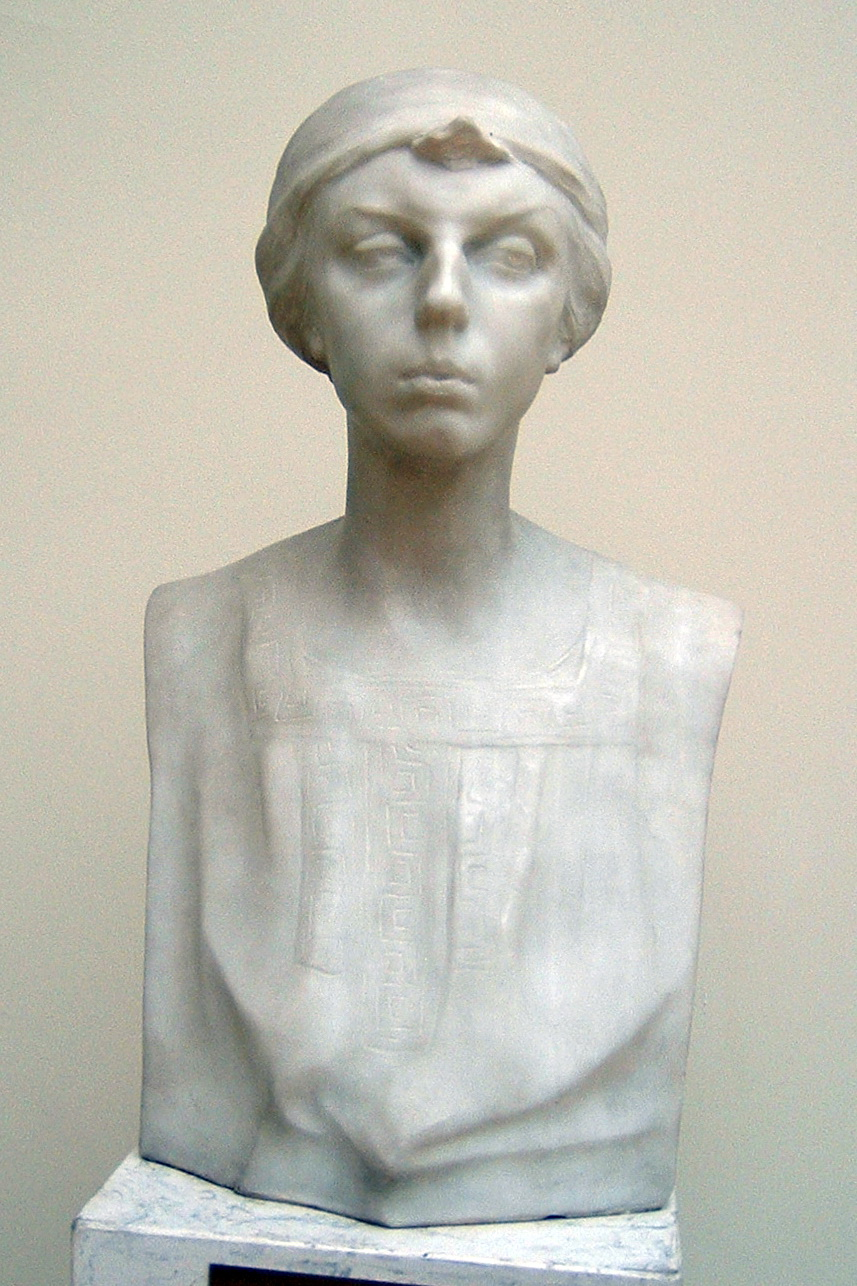
Yevfimia Pávlovna Nósova Riabushínskaya (1912)
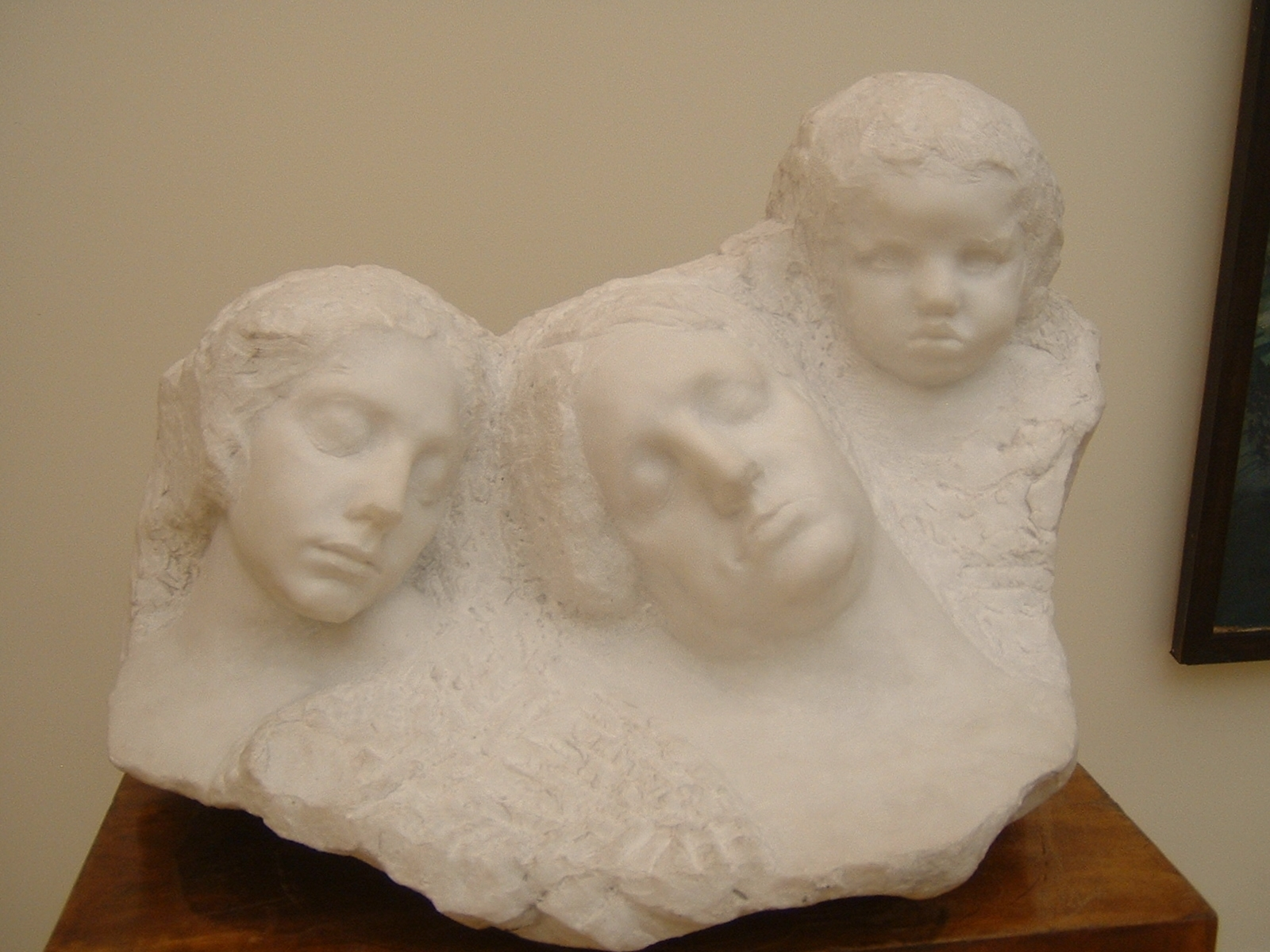
Durmiendo (1912)